# Копанка (Ельский район)
Копанка (бел. Копанка) — упразднённая деревня в Ельском районе Гомельской области Белоруссии. В составе Кочищанского сельсовета.

## География
Располагалась в 2,5 км на север от д. Кочищи Кочищанского сельсовета.

## История
Деревня на территории Ельского района Гомельской области, уничтоженная немецко-фашистскими оккупантами вместе с жителями во время Великой Отечественной войны.
Перед войной в деревне жило 262 человека.
Во время карательной операции 18 июля 1942 года гитлеровцы убили жителей (186 человек, в т. ч. 86 детей), большую часть из которых сожгли живыми в колхозном гумне, а других расстреляли, разграбили имущество и сожгли деревню (62 двора).
После войны не возродилась.
На месте бывшей деревни создано кладбище жертв фашизма, где похоронены убитые жители, в 1974 году установлены памятники — плита со сложным по конфигурации проломом, в центре которого размещена скульптурная композиция: старик, женщина и девочка, рядом стела, в 300 м от плиты — обелиск.
Деревня увековечена в мемориальном комплексе «Хатынь».

## Население

### Численность
- 1941 год — 262 жителей

### Динамика
- 1941 год — 262 жителей

## Достопримечательность
- Памятник уничтоженным гитлеровцами жителям бывшей деревни Копанка Ельского района Гомельской области. Надпись на табличке: "На этом месте 18 июля 1942 года немецко-фашистскими захватчиками были сожжены мирные жители д. Копанка. Вечная память".